# 漢夫巴赫河
50°46′25.34″N 7°17′23.79″E / 50.7737056°N 7.2899417°E

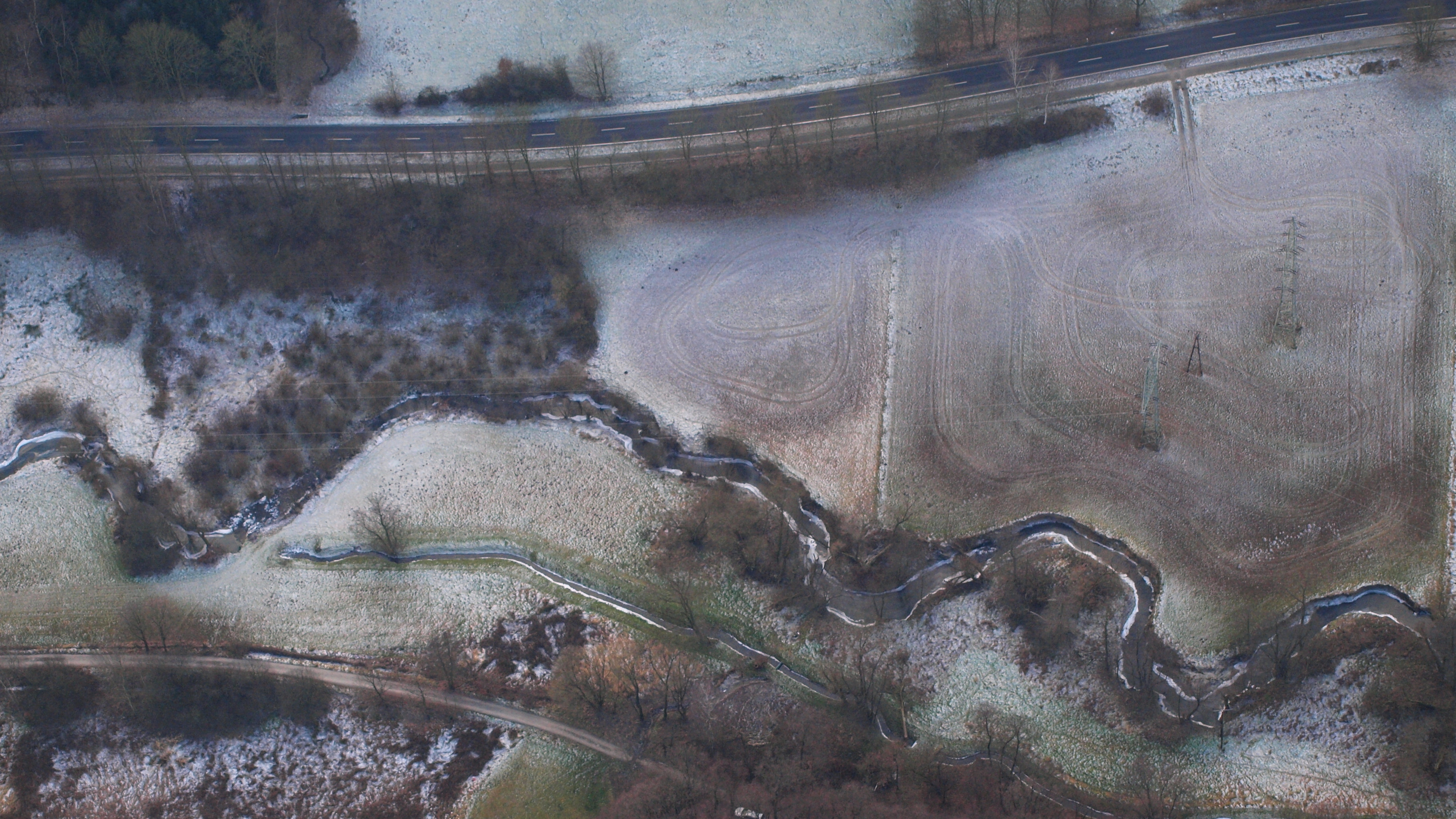
高空俯瞰漢夫巴赫河

漢夫巴赫河（德語：Hanfbach），是德國的河流，位於該國西部，流經北萊茵-威斯特法倫州和萊茵蘭-普法爾茨州，屬於錫格河的左支流，河道全長19公里，流域面積51平方公里。